# 福井市文化会館
福井市文化会館（ふくいしぶんかかいかん）は、かつて福井県福井市春山にあった文化施設。1968年竣工、2021年閉館。

## 概要
主にコンサートや演劇・舞踊に利用されているが、他にも会議や講習会などにも利用され、多目的ホールとしての役割も持つ。運営は財団法人福井市ふれあい公社が行っている。
建築から50年以上が経過し老朽化が進んでいるため、2022年度末までに東公園（旧福井市野球場跡地）への移転新築を目指していたが、市財政状況の悪化により、移転新築は凍結となった上、現施設も老朽化に加え、耐震性不足が判明したため、2021年3月20日をもって閉館。2024年から解体を開始し、2025年に完了する予定となっている。

## 主な施設・座席数
- ホール : 1,162席
- 大会議室
- 応接室（計3室）
- 会議室（計4室）

## 周辺施設
- 福井市民福祉会館 - 隣接
- 浄土真宗大谷派(東本願寺）福井別院
- 福井地方裁判所
- 西公園

## アクセス
- 福井鉄道福武線：仁愛女子高校駅より徒歩約10分
- 京福バス
  - 「照手町」、「西公園・文化会館前」下車。
- すまいるバス
  - 北ルート（田原・文京方面）「春山2丁目」下車。
  - 西ルート（照手・足羽方面）「呉服町商店街」下車。